# جورج تشاو
جورج تشاو هو سياسي كندي، ولد في 1950. حزبياً، نشط في الحزب الديمقراطي الجديد في كولومبيا البريطانية ‏. وقد انتخب عضو الجمعية التشريعية لكولومبيا البريطانية ‏ عن دائرة Vancouver-Fraserview ‏ خلال فترته النيابية ‏.